# Verwaltungsgemeinschaft Chieming
Die Verwaltungsgemeinschaft Chieming im oberbayerischen Landkreis Traunstein wurde im Zuge der Gemeindegebietsreform am 1. Mai 1978 gegründet. Ihr gehörten die Gemeinden Chieming, Nußdorf, Seebruck und Truchtlaching an. Mit Wirkung ab 1. Januar 1980 wurden die Gemeinden Seebruck und Truchtlaching entlassen und bildeten zusammen mit der Gemeinde Seeon die Einheitsgemeinde Seeon-Seebruck. Mit Wirkung ab 1. Januar 1986 wurde die Verwaltungsgemeinschaft aufgelöst, die Gemeinden Chieming und Nußdorf wurden Einheitsgemeinden mit eigener Verwaltung.
Sitz der Verwaltungsgemeinschaft war Chieming.